# Unholy Cross
Unholy Cross je čtvrté studiové album švédské powermetalové hudební skupiny Bloodbound. Vydáno bylo 18. března 2011 vydavatelstvím AFM Records. Všechny texty napsal Tomas Olsson a většina z nich pojednává o válkách a bojování. Hlavní inspirací pro tato témata bylo turné se skupinou Sabaton, které Bloodbound absolvovali. Na albu se také představil nový zpěvák Patrik Johansson, jenž nahradil jenž nahradil Urbana Breeda.

## Seznam skladeb
Texty napsal(i) Tomas Olsson.
| Pořadí         | Název                   | Délka |
| -------------- | ----------------------- | ----- |
| 1.             | Moria                   | 5:40  |
| 2.             | Drop the Bomb           | 3:56  |
| 3.             | The Ones We Left Behind | 5:21  |
| 4.             | Reflections of Evil     | 4:21  |
| 5.             | In for the Kill         | 4:29  |
| 6.             | Together We Fight       | 5:21  |
| 7.             | The Dark Side of Life   | 3:58  |
| 8.             | Brothers of War         | 5:06  |
| 9.             | Message from Hell       | 3:30  |
| 10.            | In the Dead of Night    | 4:01  |
| 11.            | Unholy Cross            | 4:46  |
| Celková délka: | Celková délka:          | 50:29 |

## Obsazení
- Patrik Johansson – zpěv
- Tomas Olsson – kytara
- Henrik Olsson – kytara
- Anders Broman – basová kytara
- Fredrik Bergh – klávesy
- Pelle Åkerlind – bicí

Hosté
- Anthony Maverick – doprovodný zpěv

Technická podpora
- Jonas Kjellgren – mixing, mastering
- Per Ryberg – nahrávání bicích
- Mark Wilkinson – přebal alba